# ۲۲ شهریور
۲۲ شهریور صد و هفتاد و هفتمین روز سال در گاه‌شماری خورشیدی است. به پایان سال ۱۸۸ روز (۱۸۹ روز در سال کبیسه) باقی‌است.

## رویدادها
- ۱۲۲۷ – آغاز پادشاهی ناصرالدین‌شاه
- ۱۳۹۵ - آغاز جام حذفی فوتبال ایران ۹۶–۱۳۹۵
- ۱۳۹۹ - آخرین محاکمه آرمان عبدالعالی ؛ دوست و عامل جنایت قتل غزاله شکور
- ۱۴۰۰ - لغو سند ۲۰۳۰ یونسکو به دستور سید ابراهیم رئیسی

## زادروزها
- ۱۳۰۵ - احسان نراقی، مشاور فرح پهلوی
- ۱۳۵۱ - پارسا پیروزفر، بازیگر
- ۱۳۵۳ - حسام نواب صفوی، بازیگر
- ۱۳۶۰ - حسین بادامکی، بازیکن فوتبال

## درگذشتگان
- ۱۲۹۹ - محمد خیابانی، رهبر قیام خیابانی
- ۱۳۸۲ - رضا بیک ایمانوردی، بازیگر
- ۱۳۸۴ - بیتا توکلی، بازیگر
- ۱۳۸۷ - عطاءالله کاملی، صداپیشه
- ۱۳۹۸ - اسدالله عسگراولادی، رئیس اتاق بازرگانی و صنایع ایران و چین و برادر حبیب‌الله عسگراولادی
- ۱۳۹۹ - نوید افکاری، ورزشکار و از معترضان مرداد ۱۳۹۷ ایران
- ۱۳۹۹ - یوسف صانعی، چهارمین دادستان کل کشور پس از انقلاب ۱۳۵۷